# Arenarba destitutana
Arenarba destitutana là một loài bướm đêm trong họ Noctuidae.